# Josef Sturm
Josef Sturm (23. května 1885 Haag – 14. května 1944 Linec) byl rakouský římskokatolický kněz a křesťansko sociální politik, v meziválečném období člen rakouské Spolkové rady.

## Biografie
Vychodil národní a gymnázium v Seitenstettenu. Studoval pak teologii. Roku 1908 byl vysvěcen na kněze. Kromě toho studoval národohospodářství ve Vídni a Berlíně. Působil jako kněz na četných farnostech. Byl aktivní veřejně i politicky v Křesťansko sociální straně. V letech 1918–1933 zastával funkci ředitele Rolnického svazu pro Dolní Rakousy a v období let 1918–1928 byl také generálním tajemníkem Říšského rolnického svazu a viceprezidentem Pojišťovacího ústavu pro zemědělské dělníky. Později opět působil jako duchovní.
Po válce zasedal od 1. prosince 1920 do 3. června 1932 jako člen rakouské Spolkové rady. Stále zastupoval křesťanské sociály. V roce 1933 se stal náměstkem zemského hejtmana Dolních Rakous.